# Session Records
Session Records was een Amerikaans platenlabel dat zich richtte op jazz en blues. Het label bestond van 1943 tot 1947.
Het label werd in 1943 in Chicago opgericht door Phil Featheringill, die tegelijkertijd een platenzaak begon voor 'hot jazz', Session Record Shop. Het platenlabel wilde 'originele' opnames uitbrengen, maar begon met de heruitgave van 78 toerenplaten van kleine platenlabels uit Chicago, Autograph en Rialto, waar vroege jazz-opnamen van King Oliver en Jelly Roll Morton waren verschenen. Het ging om platen die nu niet meer geperst werden en moeilijk te vinden waren. Ook kwam Session Records met platen die eerder voor het Gennett-label waren opgenomen, opnames van Bix Beiderbecke en een combo met Mugsy Spanier. 
Vanaf december 1943 ging Session Records ook nieuw materiaal opnemen en uitbrengen in relatief kleine oplagen, van Alonzo Yancey, Jimmy Yancey en blueszanger Cripple Clarence Lofton. Daarna volgden opnamesessies met traditionele jazzbands (waaronder een trio met Mezz Mezzro en Art Hodes) en swingbands met onder meer Trummy Young (met een orkest), Ben Webster (in een groep van Sid Catlett), Pete Brown (met een kwartet)  en Jimmy Jones. De opnamesessies eindigden in september 1944. 
Featheringill was ook actief als journalist en tekenaar bij verschillende muziekbladen (Jazz Quarterly, Metronome) en had relaties met jazzjournalisten, waardoor zijn Session-platen in muziekbladen veel aandacht kregen.
Begin 1945 organiseerde Featheringill sessies in een club in Chicago. In 1946 verhuisde Featheringill naar de Westkust, waar hij een export- en distributiebedrijf voor platen had. Er werden nog wel platen geperst, maar geen nieuwe opnames meer gemaakt. In oktober 1947 stopte hij met het platenlabel en was daarna actief als freelance-kunstenaar.